# La scuola dei Robinson
La scuola dei Robinson (in francese L'École des Robinsons) è un romanzo di Jules Verne ambientato nel 1880 su un'isola del Pacifico in cui il protagonista deve vivere come un moderno Robinson Crusoe, ma con nuovi e sorprendenti colpi di scena. Come negli altri scritti di Verne è accurata la descrizione naturalistica e geografica, in cui sono descritti clima, alberi e animali della zona; altrettanto dettagliata è la spiegazione dei metodi usati dai naufraghi per la loro sopravvivenza. Il racconto avventuroso, misterioso e a tratti drammatico, è mescolato all'ironia della divertente figura del professore di danza. Nel finale non uno, bensì quattro colpi di scena si susseguono per meravigliare e concludere in maniera originale la strana avventura.

## Trama
Godfrey, il giovane e viziato nipote di uno dei due uomini più ricchi di [San Francisco], decide, prima di affrontare il matrimonio già accordato, di compiere un grande viaggio per conoscere l'ignoto e provare la sua abilità a superare eventuali prove nel mondo. Imbarcato sulla migliore delle navi dello zio, parte per il suo viaggio accompagnato, malvolentieri, da Tartelett professore di danza e portamento del ragazzo, che mal si adatta alla condizione di navigatore e viaggiatore. Dopo alcuni giorni di navigazione sul “Dream, robusto piroscafo di seicento tonnellate di stazza e della forza di duecento cavalli”, guidati dall'esperto capitano Turcotte, le avverse condizioni meteo ostacolano la navigazione fino a causare il naufragio. Godfrey e Tartelett sono gli unici superstiti che si ritrovano sugli scogli di un'isola. Qui inizia la loro sopravvivenza fatta di espedienti per cibarsi, esplorare l'isola, creare un alloggio in una sequoia secolare cava, cercare una possibilità di salvezza e affrontare gli strani e misteriosi incontri. Come da copione “per ogni Robinson vero o immaginario” ai due naufraghi si aggiunge, nella parte di Venerdì, l’indigeno Carèfinotu, che rimane con loro e sarà spesso di notevole aiuto.

## Personaggi
- Godfrey Morgan: il giovane protagonista, viziato dalla vita all'inizio, calmo e intelligente poi.
- Professor T. Artelett, detto Tartelett: professore di danza e portamento, delicato, goffo, vanitoso, non vuole accettare la realtà e non si separa dal suo violino tascabile.
- William W. Kolderup: uno dei due uomini più ricchi di San Francisco, zio di Godfrey, furbo commerciante nonché serio proprietario di imprese e di una intera flotta navale.
- J.R. Taskinar: l'altro uomo più ricco di San Francisco; rivale di Kolderup; i due si scontrano ad un'asta a colpi di migliaia di dollari.
- Phina Hollaney: figlioccia di Kolderup, fidanzata e futura moglie di Godfrey, pianista “seria e riflessiva… una biondina sedicenne con certe idee da bruna”
- Capitano Turcotte: esperto uomo di mare, capitano del Dream, il vascello che avrebbe dovuto condurre la navigazione per i due anni in giro per il mondo di Godfrey.
- Carèfinotu: uomo di colore che viene salvato sull'isola da Godfrey e da Tartelett. L'equivalente di "Venerdì".
- Seng Vu: cinese clandestino a bordo della nave.

## Ambientazione
La storia si svolge da giugno a gennaio di un anno intorno al 1880 (si deduce dalla data di nascita di Tartelett, 1835, e dall'affermazione dell'autore che ha circa 45 anni costui all'epoca dei fatti), nei seguenti luoghi:
- San Francisco, USA
- Oceano Pacifico
- Dream: nome del piroscafo a vapore e a vela
- Isola Phina: nome dato da Godfrey all'Isola Spencer (situata a ovest-sud-ovest della baia di San Francisco a 32°15' di latitudine nord e 142°18' di longitudine ovest)
- Will-Tree: nome dato da Godfrey alla sequoia secolare che diviene alloggio dei naufraghi
- Dream Bay: nome dato da Godfrey alla baia di fronte alla quale è naufragato il Dream
- Flag-Point: nome dato da Godfrey al litorale in cui sistema una bandiera

## Aspetti naturalistici nel libro

### Piante
Verne descrive le sequoie secolari presenti in America occidentale nominate come wellingtonia o washingtonia. Elenca il nome di alcuni di questi big-tree americani, tra i quali il più vecchio è "Il Padre della Foresta", sequoia di quattromila anni d'età, alta 452 piedi, situata a una quindicina di miglia da Murphy.
Sulle sponde del ruscello presente nell'isola crescono mirti, lentischi, manzanillas (che producono mele selvatiche); nel bosco della zona nord si trovano querce, faggi, sicomori, bagolari. Nella zona sud-est, oltre alle praterie, crescono arbusti camas, con radici simili a cipolla mangiati cotti o come farina dagli indiani d'America, arbusti yamph, con bulbi commestibili.

### Animali
Lungo le scogliere sono numerosi le colonie di uccelli marini in nidificazione e i molluschi presenti sugli scogli. Nella sequoia abitazione viene scacciato un uccello molto grosso, detto chucas. Sulla spiaggia un giorno arriva un gruppo numeroso di tartarughe marine.
Alla fine, però la fauna sembra impazzire, compaiono coccodrilli e altre belve feroci in quantità inusitate! Tutto quanto avrà la sua brava spiegazione.

## Musica e lingue nel libro
Parole dell'idioma di Carèfinotu imparate da Tartelett: birsi = fuoco, aradù = cielo, mervira = mare, dura = albero.
Phina suona Happy moment al piano, confuso da Godfrey per le variazioni dell'Auld Robin Gray. In seguito, a tema con la situazione, suona “La partenza del fidanzato” e si arresta sulla nota “sensibile” come il Raoul degli Ugonotti.